# Mendatica
Mendatica (im Ligurischen: Mendàiga, was für „manda acqua“ (zu deutsch: schickt Wasser) steht und auf die große Anzahl an Quellen auf dem Gemeindeland hinweist) ist eine norditalienische Gemeinde mit 161 Einwohnern (Stand 31. Dezember 2023) in der Region Ligurien. Politisch gehört sie zur Provinz Imperia. Die Einwohner Mendaticas werden offiziell Mendaticesi, im allgemeinen Sprachgebrauch jedoch dem antiken Toponym Mendaighin entsprechend Mendaighini genannt.

## Geographie
Mendatica liegt an den Hängen des Monte Fronté und dominiert den oberen Abschnitt des Valle Arroscia, dessen Hauptort die Gemeinde Pieve di Teco ist. Mendatica gehört zu der Comunità Montana Alta Valle Arroscia.
Das Siedlungsgebiet ist sehr langgestreckt entlang des Berghanges und erhält im Winter lediglich bis zum Frühnachmittag direktes Sonnenlicht. Von der Provinzhauptstadt Imperia ist Mendatica circa 33 Kilometer entfernt.
Nach der italienischen Klassifizierung seismischer Aktivität wurde die Gemeinde der Zone 3 zugeordnet. Das bedeutet, dass sich Mendatica in einer seismisch wenig aktiven Zone befindet.

## Klima
Die Gemeinde wird unter Klimakategorie F klassifiziert, da die Gradtagzahl einen Wert von 3235 besitzt. Das heißt, die Gemeinde unterliegt nicht der gesetzlich geregelte Heizperiode und es bestehen keine Einschränkungen bezüglich der Heizdauer.